# Crini
Nella mitologia greca,  Crini era il nome di uno dei sacerdoti di Apollo, il dio figlio di Zeus, che aveva creato un tempio in suo onore a Crise, città della Misia.

## Il mito
Crini inizialmente aveva fatto adirare il dio che era venuto nella sua città, per questo la divinità gli maledisse il raccolto, e orde di topi lo devastarono in continuazione. Apollo fu poi accolto dal capo dei pastori, tale Orde, che riuscì con i suoi modi a tranquillizzarlo. Il dio per ringraziarlo decise di liberare personalmente il luogo della maledizione ma impose che Crini diventasse suo seguace e di fondere quel tempio.

## Interpretazione e realtà storica
Il tempio fu consacrato ad Apollo Sminzio (Sminteo) che significa Apollo dei topi.

### Moderna
- Pierre Grimal, Enciclopedia della mitologia 2ª edizione, Brescia, Garzanti, 2005, ISBN 88-11-50482-1. Traduzione di Pier Antonio Borgheggiani